# Juan Lindolfo Cuestas

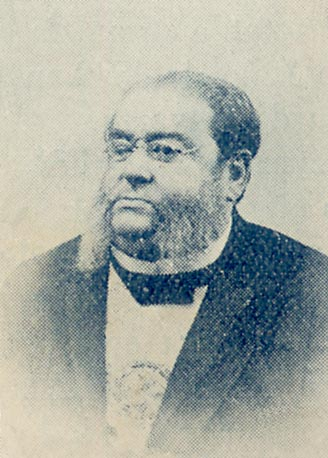
Juan Lindolfo Cuestas

Juan Lindolfo de los Reyes Cuestas York (* 6. Januar 1837 in Paysandú; † 21. Juni 1905 in Paris, Frankreich) war ein uruguayischer Politiker.
Cuestas gehörte der Partido Colorado an und war Präsident von Uruguay von 1897 bis 1899 und für eine zweite Amtszeit von 1899 bis 1903. Er wurde 1899 sowohl von Blancos als auch Colorados gewählt und trug entscheidend zur Aussöhnung der in den zurückliegenden Jahrzehnten sich gegenüberstehenden Konfliktparteien der Blancos und Colorados bei. Den Blancos gestand er ein Drittel der Sitze in der Nationalversammlung zu.